# Noc tribádek (Ivan Buraj)
Noc tribádek, parodicky mystická groteska o jednom soukromém pekle Ivana Buraje, jenž stejnojmennou předlohu Pera Olova Enquista, odhalující Strindbergovy šovinistické postoje, aktualizoval a doplnil konspiračními prvky; vznikla dokumentární fikce »o současném nárazu progresivního a konzervativního diskurzu«; premiéra proběhla na scéně Centra experimentálního divadla brněnského HaDivadla 16. prosince 2024.

## Resumé
Děj kusu sleduje misogynního Augusta Strindberga, jež se jedné noci roku 1889 na prknech kodaňského Divadla Dagmar pokouší nastudovat novou hru; po předchozích neúspěších a skandálech mu zbývá pouze jedna možnost – obsadit do hlavních rolí svou manželku Siri von Essen, s níž se rozvádí, a její milenku Marii Davidovou. Pokus o divadelní zkoušku silně komplikují četné výčitky.

## Obsazení
- August Strindberg: Ivana Uhlířová j.h.
- Siri von Essen: Magdalena Kuntová
- Viggo Schiwe: Radim Chyba
- Fotograf: Jáchym Sůra / Jiří Miroslav Valůšek

## Další tvůrci
- překlad: František Fröhlich
- úprava: Ivan Buraj
- dramaturgie: Milo Juráni
- scéna: Jan Kristek a Paulína Závacká
- výtvarná spolupráce: Erika Velická
- asistentka dramaturgie: Jolana Sedlářová

## Citáty
| „                  | Téměř po padesáti letech je Enquistův text vysoce aktuální. Okolnosti jsou sice zcela jiné, ale argumentace se nezměnila. Vystihl to Ivan Buraj, když řekl, že všechny ty diskurzy, které jsme považovali za překonané, se dnes vrací a povstávají jako zombie nebo duchové, což je nakonec i součástí naší koncepce. Ale je to v lecčems i komické – že jsou to dnes právě ti mocní a privilegovaní muži, kteří se cítí nejvíc ohroženi a ublížení. A tak se ptáme: proč asi? | “ |
| — dramaturg Juráni | |   |

| „               | August Strindberg mě fascinuje už dlouho. Na jedné straně jej považuji za skvělého dramatika, který je mi v tom, že vnímá svět jako peklo, kde všechno hoří, ale ten požár a plamen má i svoji energii a vitalitu. Jakoby Strindberg připouštěl tragickou povahu našeho života plného zániku a rozpadu, ale v tom rozpadu zachytil i něco krásného. Na druhé straně jsou některé jeho názory i činy skutečně podobné lidskému monstru. Mám pocit, že vnímat svět v jeho rozporech a paradoxech, bez falešných zjednodušení, nám dnes bolestně chybí, a také v diskuzích o tak důležitých otázkách, jako je emancipace, bychom neměli přejímat dogmatický pohled populistů. Kromě těchto intelektuálních důvodů mě na hře láká i její žánrová pestrost, možnost ponořit současnou debatu o patriarchátu do různých lázní – do vody realistické hry, okultního hororu, ale také absurdní grotesky pracující s ryzí debilitou, a díky tomu vylouhovat nové poznání. A pak je zde ještě motiv mého osobního loučení se s HaDivadlem, kdy jsem si vědomě a rád trochu sentimentálně vybral námět odehrávající se na divadelní zkoušce, reflektující můj osobní pohled na divadlo jako takové po deseti letech v HaDivadle – v tajné pěstírně švábů. | “ |
| — režisér Buraj | |   |

## Citace
V inscenaci zaznívají myšlenky a fragmenty z knihy přední italské feministky Carly Lozi „Klidně jdi: rozhovor s Pietrem Consagrou“ (v italském originále Vai pure) v překladu Olgy Čaplyginové a Pavly Přívozníkové.